# برات آند ويتني جيه تي 8 دي
برات آند ويتني جيه تي 8 دي (بالإنجليزية: Pratt & Whitney JT8D)‏ هو محرك توربيني مروحي نفاث، والذي عرضته وقدمتة شركة برات آند ويتني في فبراير 1963 بالتزامن مع الرحلة الافتتاحية لطائرة بوينغ 727، وهذا المحرك هو النسخة المدنية والمعدلة والماخودة من المحرك العسكري النفاث من نوع برات آند ويتني جيه-52، والتي يستخدم من قبل البحرية الأمريكية ويدفع طائرات الهجوم الأرضي من نوع غرومان ايه-6 إنترودر.

## المتغيرات
جيه تي 8 دي-1 - 14,000 رطل
جيه تي 8 دي-5 - 12,250 رطل
جيه تي 8 دي-7 - 12,600 رطل
جيه تي 8 دي-S
جيه تي 8 دي-9 - 14,500 رطل
جيه تي 8 دي-9إيه
جيه تي 8 دي-11 - 15,000 رطل
جيه تي 8 دي-15 - 15,500 رطل
جيه تي 8 دي-17 - 16,000 رطل
جيه تي 8 دي-17آر - 16,400 رطل
جيه تي 8 دي-209
جيه تي 8 دي-217إيه/سي - 20,000 رطل
جيه تي 8 دي-219 - 21,000 رطل

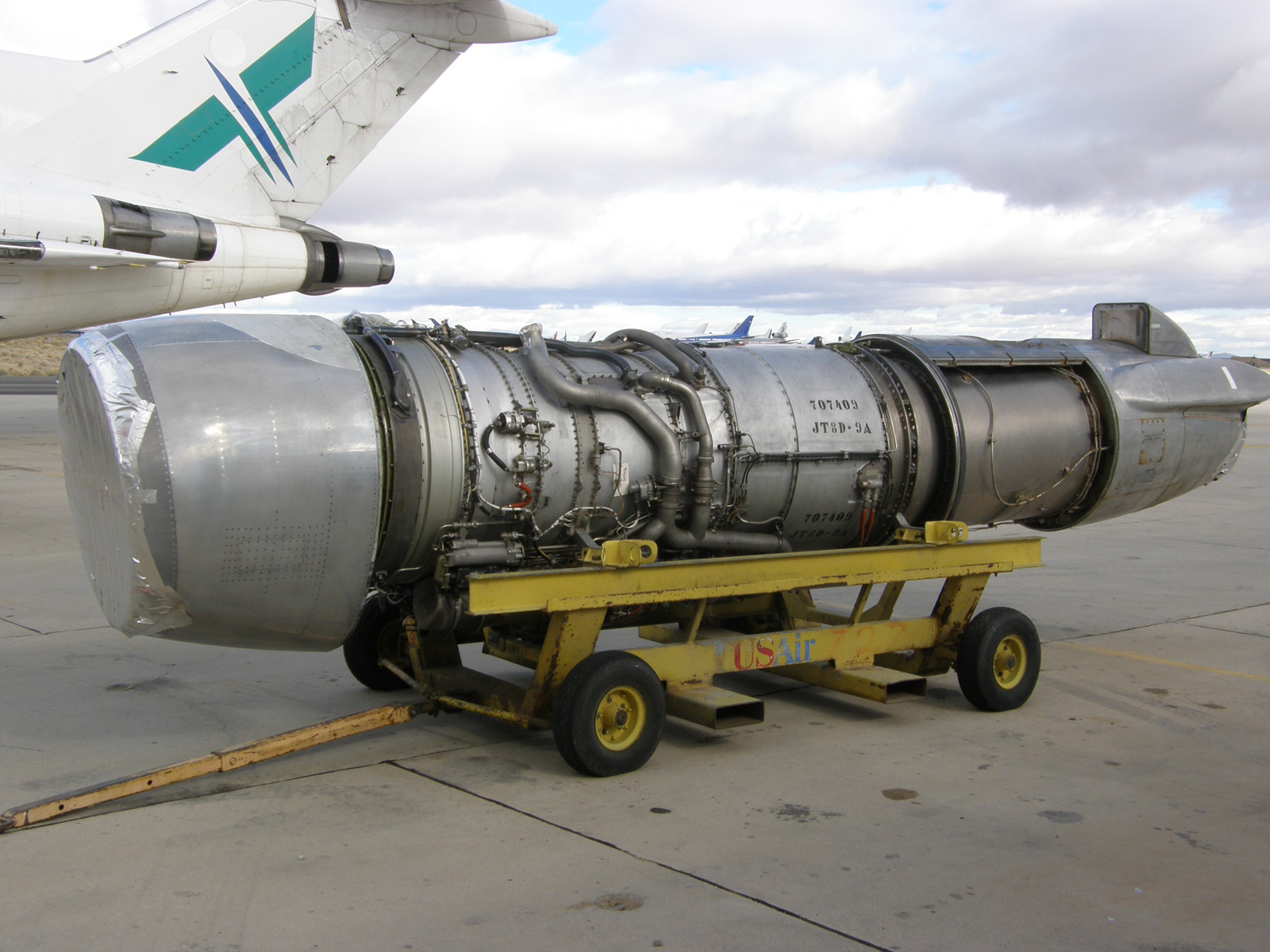
إيه جيه تي 8 دي-9إيه

التصنيف في الإقلاع العادي (كحد أقصى 5 دقائق).

## الاستخدامات
- بوينغ 707
- بوينغ 727
- بوينغ 737
- داسو ميركيور (Dassault Mercure)
- ماكدونل دوغلاس دي سي-9
- سلسلة ماكدونل دوغلاس إم دي-80
- ماكدونيل دوغلاس واي سي-15
- نورثروب غرومان إي-8
- سود أفياسيون كارافيل 10B, 10R, 11R, and 12
- كاواساكي سي-1 (Kawasaki C-1) (طائرة النقل العسكرية اليابانية) والمدعوم بمحرك جيه تي 8 دي-إم-9 والمصنع من قبل شركة ميتسوبيشي

## قوائم ذات صلة
- قائمة محركات الطائرات
- Pratt & Whitney - JT8D page

## وصلات خارجية
- برات آند ويتني - صفحة جيه تي 9 دي